# Andrea Ballschuh
Andrea Ballschuh (Dresden, 12 juli 1972) is een Duitse presentatrice.

## Biografie

### Jeugd en opleiding
Ballschuh trad reeds op op elfjarige leeftijd bij de DDR-televisie als kinder-omroepster. Na het eindexamen in 1991 aan het Alexander von Humboldt-gymnasium was ze een jaar lang au-pair in Los Angeles bij Jessika Cardinahl en Al Corley en hun drie kinderen.

### Carrière

#### Radio
Ballschuh begon haar carrière bij de radio. Dus presenteerde ze als tiener bij DT64. Tijdens haar verblijf in Los Angeles kon Ballschuh meer ervaring opdoen bij de radio. In maart 1994 begon ze te werken bij 94,3 rs2, waar ze bleef tot juni 1999. Daar presenteerde ze onder andere naast Thomas Koschwitz als co-presentator de Morningshow. Vanaf het najaar van 1999 werkte ze bij Radio Paradiso.

#### Televisie
Nadat ze met succes een casting had gewonnen, presenteerde Ballschuh vanaf het voorjaar van 1996 het weer voor de shows Boulevard Deutschland en Boulevard Germany op DW-TV. Van 1997 tot 2004 werkte ze bij Sat.1 en presenteerde ze het weer voor het journaal van 18:30 uur en af en toe het countrymagazine 17:30 (17:30 - live vanuit Berlijn, 17:30 - live vanuit Hannover).
In 2003 stapte ze over naar het ZDF en presenteerde daar sinds augustus het servicemagazine Volle Kanne. Vanwege haar zwangerschap presenteerde Ballschuh het programma voor het laatst op 27 maart 2009. Ze keerde begin oktober 2011 terug om Nadine Krüger te vervangen tijdens haar zwangerschap. Toen Krüger terugkeerde, bleef Ballschuh bij de show. In december 2016 verliet ze Volle Kanne voorgoed.
Ze bleef verschillende programma's presenteren bij ZDF, b.v. van 2011 tot 27 februari 2022 op zondag, Drehscheibe, Leute Heute en Hallo Deutschland.
Sinds mei 2005 is Ballschuh de presentator van de quizshow Quickie bij MDR. Op MDR presenteerde ze Die MDR-Hitparade.

#### Meer presentaties
Ballschuh presenteerde meerdere malen de Deutschen Schmuck- und Edelsteinpreis. Ook presenteerde ze documentaires, gala's en shows zoals de Goldene Henne, het oudejaarsgala met André Rieu, de Starnacht am Wörthersee, het benefietgala Winter Wonderland, Die Frühlingsshow, Dresden anders, Das Spaßvögel-Quiz, Die Galanacht der Stars im Zirkus Sarrasani en nog veel meer.

#### Als actrice
Ze speelde onder andere rollen in afleveringen van SOKO München (2005 en 2006), Die Rosenheim-Cops (2006, Die doppelte Venus), Notruf Hafenkante (2011) en Die Garmisch-Cops (2014, Ausgespielt)

#### Als schrijfster
In februari 2014 verscheen haar eerste boek Gardening is my Yoga - Wellies my Pumps, dat ze samen met ZDF-tuinexpert Elmar Mai schreef. Ze is ook de auteur van het boek Zucker is(s) nicht, gepubliceerd in 2018, waarin ze het onderwerp suikervrije voeding behandelt. De opvolger, het bakboek Zucker is(s) nicht! – die Festtagsedition publiceerde ze in 2019.

## Onderscheidingen
Andrea Ballschuh werd in juni 2016 onderscheiden door het curatorium Gutes Sehen e. V. als brillendraagster van het jaar 2016. Deze onderscheiding kregen eerder prominente persoonlijkheden als Joko Winterscheidt en Jan Hofer.

## Privéleven
Ballschuh was sinds 2007 getrouwd met de Engelse muzikant Jem Atai en heeft een dochter. In 2017 gingen ze uit elkaar. Ballschuh werkt sinds 2019 als online videocoach.

## Gepresenteerde programma's
- 1983–1988: Ein Bienchen für … (DDR-televisie)
- 1992–1994: Radiouitzendingen (Radio Victoria)
- 1994–1999: Radiouitzendingen, co-presentatie van het morgenprogramma (94,3 rs2)
- 1996–1997: Weerpresentatie bij Boulevard Deutschland en Boulevard Germany (DW-TV)
- 1997–2002: 18.30 Nachrichten het weer (Sat.1)
- 1997–2002: 17:30 Live – aus Berlin (Sat.1)
- 1999–2001: Presentatie van het morgenprogramma bij Radio Paradiso
- 2001–2004: 17:30 Live – aus Hannover (Sat.1)
- sinds 2002: Gedanken zum Auftanken (Radio Paradiso)
- ca. 2001–2004: Prosieben nieuws en weer (Prosieben)
- 2003–2004: Traumland Deutschland (ZDF)
- 2003–2004: schick & schön (ZDF)
- 2003–2009, 2011–2016: Volle Kanne (ZDF, afwisselend met Ingo Nommsen en Nadine Krüger)
- 2004–2005: delikat (MDR)
- 2005: Mein Zittau hat 3 Ecken (MDR)
- 2005–2006: Starnacht am Wörthersee (ZDF)
- 2005: Winterwunderland (ZDF)
- 2005: Dresden anders (ZDF)
- sinds 2005: Quickie (MDR)
- 2006: Wie herrlich ist doch der Frühling (MDR)
- 2006: Ein Tag rund um den Verzicht (MDR)
- 2006: Schussfahrt nach Meerane (MDR)
- 2006: Swinging Rheingau (ZDF)
- 2006: Goldene Henne (MDR)
- 2007: Ein Dorf wird gewinnen (MDR)
- 2007: Zauberwelt der Berge (ZDF)
- sinds 2007: MDR-Hitparade (MDR)
- 2007: Links und rechts vom Rennsteig (MDR)
- 2008: Die Frühlingsshow (ZDF)
- 2008: Und was machst du? (MDR)
- 2008: Wintermelodien (MDR)
- 2008: Mein allerschönstes Weihnachtslied (ZDF)
- 2008: Die große André Rieu Silvestergala (ZDF)
- 2008: Mitteldeutschland singt (MDR)
- 2008: Die MDR-Pfingstrallye (MDR)
- 2009: Auf einen Sprung (MDR)
- 2009: Rätselhafte Frühlingsboten (MDR)
- 2009: DVHD – Die verrückteste Hitparade Deutschlands (MDR)
- 2009: Blumen für den Walzerkönig (MDR)
- 2009–2010: Die Ärzte – Der Medizintalk im ZDF met Joe Bausch (ZDF)
- 2009–2011: hr3 extra am Samstag (hr3)
- 2010: Klostertaler & Freunde (MDR en HR)
- 2010: Das große Showwochenende im MDR (MDR)
- 2010: Der große MDR Triathlon (MDR)
- 2010–2011: Das Spaßvögel-Quiz (MDR)
- 2010: Gesagt ist gesagt (MDR)
- sinds 2010: Unsere Stars und ihre Jubiläen (MDR)
- 2011: Die MDR-Hitshow (MDR)
- sinds 2011: sonntags – TV fürs Leben (ZDF)
- 2011–2012: 100pro deutsch (hr3)
- 2011–2012: Die große Fernsehbescherung (MDR)
- 2012: Alles Gute (MDR)
- 2012: Alle Jahre wieder – Weihnachten mit dem Bundespräsidenten (ZDF)
- sinds 2013: Radio NRW Die Nacht
- sinds 2013: Die ZDF-Hitparty (ZDF)
- sinds 2014: Ticket to Love (RTL)
- sinds 2015: Leute heute (ZDF, vervanging)
- sinds 2015: hallo deutschland (ZDF, vervanging)
- sinds 2016: wieder wertvoll (ZDF)
- sinds 2016: drehscheibe (ZDF, vervanging)
- 2016: Dresden feiert! – Das Fest zum Tag der Einheit (ZDF, met Mitri Sirin)
- sinds 2016: Hallo Hessen (HR)

Bovendien was ze presentatrice van het reclameprogramma Aktuelle Tips bij de zender SFB.